# Cornus darvasica
Cornus darvasica — вид квіткових рослин із родини деренових (Cornaceae).

## Морфологічна характеристика
Це кущ, який досягає 4 метри і більше у висоту. Його легко культивувати і він має потенціал як декоративний.

## Середовище проживання
Таджикистан.

## Загрози й охорона
Загрози включають вирубування та перетворення середовища, стихійні лиха, надмірний випас худоби. Заходи збереження невідомі.